# Accord de libre-échange entre Singapour et le Conseil de coopération du Golfe
L'accord de libre-échange entre le Singapour et le Conseil de coopération du Golfe est un accord de libre-échange signé le 15 décembre 2008 et entré en application le 1er septembre 2013. L'accord concerne une suppression des droits de douane sur plus de 90 % des marchandises entre les deux territoires,.